# Zaid Qunbar
Zaid Qunbar (en árabe: زيد القنبر‎; Jerusalén, Israel, 4 de septiembre de 2002) es un futbolista del Estado de Palestina nacido en Israel que juega en la posición de delantero con el Al-Ittihad Tripoli de la Liga Premier de Libia. Es hermano del también futbolista Shehab Qunbar.

## Carrera

### Club
| Periodo   | Club                   |
| --------- | ---------------------- |
| 2020-2021 | Jabal Al-Mukaber Club  |
| 2021      | Shabab Al-Dhahiriya SC |
| 2022-2023 | Jabal Al-Mukaber Club  |
| 2024-     | Al-Ittihad Tripoli     |

### Selección nacional
Ha jugado en 16 ocasiones con la selección olímpica con la que jugó los Juegos Asiáticos de 2022. Jugó en la Copa Asiática 2023 donde anotó un gol en la victoria por 3-0 ante Hong Kong.

## Logros
- Copa de Palestina (1): 2023